# Kantabanji
Kantabanji é uma cidade no distrito de Balangir, no estado indiano de Orissa. Situa-se a uma altitude média de 289 metros e segundo o censo de 2001 tinha 21 819 habitantes. Em 2001, 52% da população eram homens, 48% eram mulheres e 13% tinha menos de 6 anos de idade. A taxa de literacia nesse ano era 66% (74% para o sexo masculino e 56% para o sexo feminino), superior à média nacional de 59,5%